# نامه‌های منوچهر
نامه‌های منوچهر کتابی است نوشته منوچهر اندیشمند ایرانی که درون‌مایه آن در رد بدعت‌هایی است که برادرش زادسپرم در مورد ساده کردن مراسم تطهیر برشنوم نهاده بود و خشم بسیاری از متعصبان سنت‌گرا را برانگیخته بود. نامهٔ اول منوچهر خطاب به مردم سیرجان کرمان و نامهٔ دوم خطاب به برادرش زادسپَرَم و نامهٔ سوم که باید آن را فتوایی دینی به‌شمار آورد خطاب به بهدینان زرتشتیان است و تاریخ ۲۵۰ سال یزدگردی برابر با ۸۸۱ میلادی دارد. منوچهر برای اثبات نظر خود علاوه بر استناد به متون دینی به اقوال مفسران اوستا مانند ابرگ، سوشانس، میدیوماه، آذر فرنبغ و آذر بوزید اشاره کرده‌است. در این نامه‌ها تسلط او را نه تنها در دانش دینی بلکه در ستاره شناسی نیز می‌بینیم. اهمیت این نامه‌ها در محتوای آن‌ها بر مطالب دینی و اصطلاحات خاص آنهاست.